# Le Maisnil
Le Maisnil là một xã ở tỉnh Nord ở miền bắc nước Pháp. Xã này có diện tích 3,51 kilômét vuông, dân số năm 1999 là 561 người. Xã nằm ở khu vực có độ cao trung bình 24 mét trên mực nước biển. 
Cự ly khoảng 10 km (6,2 mi) về phía tây Lille.